# Mireia Borrell Porta
Mireia Borrell Porta (Balaguer, 1985) és una economista, professora i política catalana.
Especialista en economia i política europea, es doctorà en Economia política europea per l'European Institute de la London School of Economics.

## Trajectòria acadèmica
Fou professora d'Economia política d'Europa a aquest mateix Institut, fent classes d'Economia política dels estats del benestar europeus i de Representació d'interessos i política econòmica a Europa. Fou investigadora postdoctoral a la University of Oxford, en un programa de polítiques socials per a famílies del Regne Unit, i va ser auditora junior a Ernst & Young a Barcelona. Ha estat guanyadora del European Institute’s Class Teacher Award 2018. També és editora i col·laboradora de la revista digital d'afers econòmics i socials Ekonomicus. Ha escrit sobre economia social, salut pública, benestar i família i comerç.
És editora de la revista digital 5cèntims.cat, publicació vinculada a la Societat Catalana d’Economia (SCE) de l'Institut d'Estudis Catalans.

## Trajectòria política i institucional
Des d'abril de 2019 fins a l'abril del 2020 fou Secretària d'Acció Exterior i de la Unió Europea al Departament d'Acció Exterior, Relacions Institucionals i Transparència de la Generalitat de Catalunya.
Anteriorment havia ocupat la responsabilitat de Directora general de Relacions Exteriors, entre juliol de 2018 i abril de 2019.

## Trajectòria professional
Des de gener de 2021 és analista en cap d'Ivàlua, on es concentra principalment en l’avaluació de polítiques públiques en els àmbits del mercat de treball, gènere i polítiques socials.